# Антоний (Винницкий)
Митрополит Антоний (в миру Александр Фёдорович Винницкий; ум. 26 ноября 1679) — церковный деятель Речи Посполитой, митрополит Киевский, Галицкий и всея Руси (1676—1679), экзарх Константинопольского патриархата.

## Биография
После победы армии Богдана Хмельницкого под Зборовом, 27 сентября 1650 года получил от польского короля Яна II Казимира назначение на православную епископскую кафедру в Перемышле, вакантную с 1645 года. При поддержке православной шляхты и крылоса (клира) кафедрального собора он отобрал владения кафедры у униатского епископа Афанасия Крупецкого.
После поражения казаков под Берестечком 31 июля 1651 года король передал Перемышльскую кафедру униатскому епископу Прокопу Хмелёвскому, но епископ Афанасий при поддержке паствы не пустил того во владения кафедры. Неоднократные попытки власти передать кафедру Прокопу Хмелёвскому, а затем его преемнику Антонию Терлецкому оказались безрезультатными.
9 ноября 1663 года на выборах Киевского митрополита голосами Львовского, Луцкого и Перемышльского епископов при поддержке гетмана Павла Тетери был избран митрополитом Киевским, но бо́льшая часть избирателей предпочла епископа Мстиславского Иосифа Нелюбовича-Тукальского.
Польский король, очевидно ожидая углубления нестроений среди православных в его владениях в случае появления сразу двух «законных» митрополитов, выдал привилей на Киевскую кафедру от обоим епископам. Антония признавали законным митрополитом на Волыни, в Перемышльской земле и на Холмщине, а судьба митрополита Иосифа оказалась связанной с Правобережьем Украины. Попытки Антония добиться подтверждения своего избрания от Восточных Патриархов успеха не имели.
После смерти епископа Львовского Афанасия (Желиборского) в 1666 году Афанасий стал администратором Львовской епархии.
В 1666-1667 годы управлял всей Киевской митрополией в отсутствие Иосифа Нелюбовича-Тукальского, находившегося в тюрьме в Мариенбурге.
12 августа 1667 года король Ян II Казимир признал Антония единственным законным митрополитом Киевским. Однако бо́льшая часть православных продолжала подчиняться митрополиту Иосифу.
После смерти Митрополита Иосифа Нелюбовича-Тукальского в 1676 году заявлял свои претензии на всю Киевскую митрополию. Вступил в сношения с царским резидентом в Польше Тяпкиным. Ему он высказал своё желание получить митрополию Киевскую, указывая на имевшиеся у него привилегии от двух польских королей. Тяпкин ответил Антонию, что исполнение его желания будет зависеть от того, как верно он будет служить государю. Желание Антония исполнилось: в 1676 году он был назначен Киевским митрополитом, экзархом Константинопольской патриархии.
Хотя ему приходилось участвовать в переговорах о соединении католической и православной Церквей (точнее о принятии православными унии), он до конца жизни сохранил верность Православию.
Умер 26 ноября 1679. Похоронен в монастыре святого Онуфрия в Лаврове.